# Sherwood (hrabstwo Defiance)
Sherwood – wieś w Stanach Zjednoczonych, w stanie Ohio, w hrabstwie Defiance.